# Mehmet Tarhan
Mehmet Tarhan (1978) è un attivista curda curdo con cittadinanza turca.
che è stato incarcerato per avere rifiutato il servizio militare, diventando uno dei più importanti obiettori di coscienza turchi. A Tarhan è stata assegnata la pena massima di quattro anni in una prigione militare. Nel 2006 è stato rilasciato dopo aver trascorso diversi mesi in prigione.
A fine ottobre del 2001, Mehmet Tarhan aveva già deciso di rifiutare l'arruolamento nell'esercito turco e pubblicò un comunicato stampa durante una protesta ad Ankara in cui condannava ogni forma di violenza. A suo avviso la lotta per i diritti della comunità LGBT non è compatibile con il servizio militare e la violenza verso altre minoranze che ne deriva

## Obiezione di coscienza
Durante il suo periodo come impiegato governativo, Tarhan ha lavorato con due organizzazioni: LGBT KAOS GL e Lambda Istanbul. Tarhan ha spiegato che il suo orientamento sessuale era il motivo della sua critica verso il servizio militare.
L’esercito turco considera l’omosessualità una “malattia psicosessuale”. Secondo le testimonianze di Tarhan, per farsi riconoscere omosessuali dalle autorità turche sono necessari “esami rettali ” e prove fotografiche di rapporti sessuali. La comunità medica internazionale dell'epoca seguiva il " Manuale diagnostico e statistico dei disturbi mentali " (edizione DSM-IV-TR 2000 ( DSM-5 aggiornato 2013 e poi DSM-5-TR 2023)). In questo manuale l'omosessualità non è inclusa nell'elenco dei disturbi mentali. La ragione per cui l'esercito turco considera l'omosessualità una malattia psicosessuale è perché nel Manuale diagnostico e statistico dei disturbi mentali versione DSM-II (1968) essa era ancora considerata tale, per poi essere rimossa negli aggiornamenti successivi.
Tarhan non voleva essere classificato come “malato” e cercava invece di essere considerato un obiettore di coscienza. Ciò gli è valso una pena detentiva.

## Processo e arresto

### Condanna
Tarhan è stato arrestato nell'aprile 2005 e processato per insubordinazione ai sensi dell'articolo 88 del codice penale militare turco. Chiunque sia condannato per insubordinazione rischia una pena detentiva da tre mesi a cinque anni.
È stato rilasciato dopo 2 mesi dalla prigione di Izmir quando i pubblici ministeri hanno concluso che Tarhan ha trascorso in prigione tanto tempo quanto avrebbe prestato servizio nell'esercito.
Dopo il suo rilascio fu nuovamente costretto alla leva militare, ma rifiutò nuovamente. A causa del suo rifiuto, è stato arrestato una seconda volta e processato nell'agosto 2005. Nell'agosto 2005 è stato condannato a quattro anni di carcere, ma nel novembre 2005 la corte d'appello militare ha annullato la sentenza sulla base del fatto che la pena era sproporzionata rispetto al reato commesso.  Questa decisione della corte d'appello portò al suo rilascio dalla prigione di Sivas a causa delle pressioni internazionali sulla corte di cassazione turca, nel marzo 2006.

### Maltrattamenti in carcere
Durante il processo nel maggio 2005, osservatori esterni notarono lesioni sul corpo di Tarhan e anche le sue difficoltà a camminare correttamente. Nell'ottobre dello stesso anno fu visitato dai medici dell'ospedale contro la sua volontà. Dopo aver esaminato le sue ferite apparentemente superficiali (analisi che, secondo quanto riferito, sono durate 10 minuti), gli è stato consegnato un rapporto medico in cui si affermava che non c'erano segni di percosse sul suo corpo ed è stato rimandato nella prigione militare. L'esecuzione dei test viola il Protocollo di Istanbul, che prevede che gli esami medici siano condotti da medici civili. Dopo l'incidente, Tarhan ha iniziato uno sciopero della fame per protestare contro i maltrattamenti contro di lui da parte delle autorità e le condizioni disumane della prigione. Secondo i testimoni gli è stato negato il diritto di telefonare all'esterno, di ricevere letture e lettere e gli è stato anche vietato di ricevere visite per un massimo di 15 giorni.
Secondo sua sorella Emine Tarhan, Mehmet è stato torturato in prigione e ripetutamente minacciato da altri prigionieri. Quando Tarhan ha raccontato alle guardie degli abusi subiti da altri detenuti, non c'erano misure immediate per garantire la sua sicurezza. A causa della mancanza di misure di sicurezza, gli abusi sono continuati fino a quando l'avvocato di Tarhan non ha scoperto l'abuso e ha allertato le autorità competenti, che sono intervenute per prevenire scandali internazionali.

## Reazioni internazionali
La sua prigionia ha scatenato proteste internazionali, ad esempio una dichiarazione dettagliata di Amnesty International e le azioni dell'organizzazione pacifista Refusing to Kill . Secondo Amnesty International, il processo violerebbe l'articolo 14 paragrafo 7 del Patto internazionale sui diritti civili e politici, di cui la Turchia è firmataria. L’articolo recita: “Nessuno può essere sottoposto a un nuovo processo o a una nuova pena per un reato per il quale sia già stato assolto o condannato con sentenza definitiva secondo la legge e la procedura penale del Paese interessato”. Un caso simile si è verificato nel 1999, sempre in Turchia, dove il Gruppo di lavoro delle Nazioni Unite contro la detenzione arbitraria ha stabilito nella sentenza 36/1999 che le ripetute obiezioni alla coscrizione restano lo stesso "reato" e non danno luogo a nuovi procedimenti penali. Questo gruppo affiliato alle Nazioni Unite ha criticato anche le condizioni carcerarie del leader curdo Abdullah Ocalan nella precedente sentenza (35/1999).
La giornalista e scrittrice turca Perihan Mağden è stata processata in Turchia dopo aver sostenuto Tarhan in un articolo .  Il premio Nobel turco Orhan Pamuk lo ha difeso in un articolo.